# Ivailo Marinov
Ivailo Marinov (en búlgaro: Ивайло Маринов) (13 de julio de 1960 en Varna, también conocido como Ismail Mustafov, Ismail Huseinov o Khristov Ivailo) es un boxeador búlgaro, ganó la medalla de bronce en los Juegos Olímpicos de Atenas 2004 en peso mosca ligero, y el oro medalla en la misma categoría en el 1988 los Juegos Olímpicos de Seúl.

## Nombre
A lo largo de su carrera, compitió con varios nombres distintos. Varias referencias proporcionan diferentes y a menudo contradictorias información sobre su nombre de nacimiento exacto y el nombre que él utilizó en la  competición. La mayoría de las fuentes sin embargo parecen sugerir que su nombre original era Ismail Mustafov, Huseinov Ismail Ismail o Mustafov Huseinov, y su nombre fue cambiado por la fuerza a Ivailo Marinov, Khristov Ivailo o Ivailo Marinov Khristov en el marco del régimen  Zhivkov debido a su ascendencia turca.

## Carrera Amateur
Además de sus resultados Olimpiadas, también ganó la medalla de oro en el Campeonato del Mundo en  1982. 
También ganó cuatro medallas de oro en el Campeonato de Europa de boxeo en  1981,  1983,  1989 y  1991 y una medalla de plata en 1985. 

### Olímpicos resultados 1980
- 1 ª ronda clasificado
- Derrotó Hawkins Gerard (Gran Bretaña) 5-0
- Derrotó Ahmed Siad (Argelia) 5-0
- Perdió Hipólito Ramos (Cuba) 1-4

Cifras 1988
- 1 ª ronda clasificado
- Derrotó Mark Epton (Gran Bretaña) 5-0
- Derrotó Enrique Martínez (El Salvador) 5-0
- Derrotó Alexander Mahmutov (Unión Soviética) 5-0
- Derrotó Leopoldo Serantes (Filipinas) 5-0
- Derrotó Michael Carbajal (Estados Unidos) 5-0

## Honores
Fue elegido como boxeador N º 1 de Bulgaria del siglo 20 en una encuesta realizada por la Asociación Búlgara de Periodistas de Boxeo.